# Francisco III de Módena
Francisco III d’Este (em italiano: Francesco Maria d’Este), (Módena, 2 de julho de 1698 – Varese, 22 de fevereiro de 1780), foi Duque de Módena e Reggio de 1737 até à sua morte. Era filho de Reinaldo d'Este, duque de Módena, e de Carlota Felicidade de Brunsvique-Luneburgo.

## Bancarrota Real
Durante o seu governo, o ducado ficou em situação de bancarrota pelos esforços das guerras de Sucessão de Espanha, da Polónia e Áustria. Como consequência, Francisco III foi forçado a vender a preciosa colecção de arte na posse da sua família, incluída na famosa Galeria Estense. Embora fosse um cuidadoso administrador, a maior parte da política financeira do ducado estava nas mãos do plenipotenciário austríaco, Beltrame Cristiani.

## Urbanista
Entre as suas medidas destaca-se a renovação urbanística de Módena e a construção da Via Vandelli, que ligava a cidade ao Ducado de Massa e Carrara, do qual era soberana a nora de Francisco, Maria Teresa Cybo-Malaspina.
Francisco foi também Governor do Ducado de Milão de 1754 a 1771.
Faleceu em 1780 na sua villa, em Varese. O seu filho, Hércules III d'Este sucedeu-lhe no trono do Ducado de Módena.

## Família
Em 1721, Francisco casou com Carlota Aglaé de Orleães (1700–1761), filha de Filipe II, Duque de Orleães e de Francisca Maria de Bourbon (uma filha ilegítima de Luís XIV e de Madame de Montespan) de quem teve dez filhos.
Em 1728, representou o seu futuro cunhado, António Farnésio, Duque de Parma, no casamento por procuração da sua irmã, Henriqueta d'Este.
Após a morte da sua primeira mulher, veio a casar morganáticamente por duas vezes: primeiro com Teresa Castelbarco e, depois, com Renata Teresa d'Harrach.
Em 1753 procurou arranjar o casamento da sua única descendente legítima, a sua neta Maria Beatriz d'Este, de apenas três anos, com o terceiro filho sobrevivente da imperatriz Maria Teresa da Áustria (inicialmente o arquiduque Pedro Leopoldo, depois substituído, em 1763, pelo seu irmão mais novo, Fernando Carlos). Dado que a lei sálica estava em vigor nos Estados Este, Francisco pretendia evitar que, na ausência de descendência masculina, seu ducado pudesse ser sic et simpliciter confiscado pelo Império como um feudo imperial vago, assim como o Ducado de Ferrara , um feudo papal vago, havia sido incorporado aos Estados Pontifícios quase dois séculos antes. No tratado secreto combinado com os capítulos do casamento, Francisco designou o futuro marido da neta como herdeiro da família Este em caso de extinção da linhagem masculina, e entretanto assumiu interinamente o cargo de governador de Milão, destinado pela corte vienense ao terceiro filho do casal imperial. Os Habsburgos comprometeram-se a não proceder à anexação direta dos Estados Este aos seus domínios dinásticos e a garantir a sua autonomia sob a nova Casa da Áustria-Este, fundada com os tratados.

## Descendência
A sua geração com Carlota de Orleães incluía:
- Afonso (18 de novembro de 1723 - 16 de junho de 1725), morto na infância;
- Francisco Constantino (22 de novembro de 1724 - 16 de junho de 1725), morto na infância;
- Maria Teresa (6 de outubro de 1726 - 30 de abril de 1754), casou-se com Luís João Maria de Bourbon, Duque de Penthièvre, com descendência;
- Hércules Reinaldo (22 de novembro de 1727 - 14 de outubro de 1803), foi o último duque Este de Modena; casou-se com Maria Teresa Cybo-Malaspina, Duquesa de Massa e Princesa de Carrara, com descendência;
- Matilde (7 de fevereiro de 1729 - 14 de novembro de 1803), nunca se casou;
- Beatriz (14 de julho de 1730 - 12 de julho de 1731), morta na infância;
- Beatriz (24 de novembro de 1731 - 3 de abril de 1736), morta na infância;
- Maria Fortunata (24 de novembro de 1731 - 21 de setembro de 1803), casou-se com Luís Francisco José, Príncipe de Conti, sem descendência;
- Benedito Filipe (30 de setembro de 1736 - 16 de setembro de 1751), nunca se casou;
- Maria Isabel Ernestina (12 de fevereiro de 1741 - 4 de agosto de 1774), casou-se com Carlo Salomone, Conde de Serravalle.

## Ascendência
|  |                                               |  |  |  |  |  |  |  |  |  |  |  |  |  |  |  |
|  | 16. César d'Este                              |  |  |  |  |  |  |  |  |  |  |  |  |  |  |  |
|  |                                               |  |  |  |  |  |  |  |  |  |  |  |  |  |  |  |
|  |                                               |  |  |  |  |  |  |  |  |  |  |  |  |  |  |  |
|  | 8. Afonso III de Módena                       |  |  |  |  |  |  |  |  |  |  |  |  |  |  |  |
|  |                                               |  |  |  |  |  |  |  |  |  |  |  |  |  |  |  |
|  |                                               |  |  |  |  |  |  |  |  |  |  |  |  |  |  |  |
|  | 17. Virgínia de Médici                        |  |  |  |  |  |  |  |  |  |  |  |  |  |  |  |
|  |                                               |  |  |  |  |  |  |  |  |  |  |  |  |  |  |  |
|  |                                               |  |  |  |  |  |  |  |  |  |  |  |  |  |  |  |
|  | 4. Francisco I de Módena                      |  |  |  |  |  |  |  |  |  |  |  |  |  |  |  |
|  |                                               |  |  |  |  |  |  |  |  |  |  |  |  |  |  |  |
|  |                                               |  |  |  |  |  |  |  |  |  |  |  |  |  |  |  |
|  | 18. Carlos Emanuel I de Saboia                |  |  |  |  |  |  |  |  |  |  |  |  |  |  |  |
|  |                                               |  |  |  |  |  |  |  |  |  |  |  |  |  |  |  |
|  |                                               |  |  |  |  |  |  |  |  |  |  |  |  |  |  |  |
|  | 9. Isabel de Sabóia                           |  |  |  |  |  |  |  |  |  |  |  |  |  |  |  |
|  |                                               |  |  |  |  |  |  |  |  |  |  |  |  |  |  |  |
|  |                                               |  |  |  |  |  |  |  |  |  |  |  |  |  |  |  |
|  | 19. Catarina Micaela de Espanha               |  |  |  |  |  |  |  |  |  |  |  |  |  |  |  |
|  |                                               |  |  |  |  |  |  |  |  |  |  |  |  |  |  |  |
|  |                                               |  |  |  |  |  |  |  |  |  |  |  |  |  |  |  |
|  | 2. Reinaldo, Duque de Módena                  |  |  |  |  |  |  |  |  |  |  |  |  |  |  |  |
|  |                                               |  |  |  |  |  |  |  |  |  |  |  |  |  |  |  |
|  |                                               |  |  |  |  |  |  |  |  |  |  |  |  |  |  |  |
|  | 20. Carlo Barberini, Duque de Monterotondo    |  |  |  |  |  |  |  |  |  |  |  |  |  |  |  |
|  |                                               |  |  |  |  |  |  |  |  |  |  |  |  |  |  |  |
|  |                                               |  |  |  |  |  |  |  |  |  |  |  |  |  |  |  |
|  | 10. Taddeo Barberini, Príncipe de Palestrina  |  |  |  |  |  |  |  |  |  |  |  |  |  |  |  |
|  |                                               |  |  |  |  |  |  |  |  |  |  |  |  |  |  |  |
|  |                                               |  |  |  |  |  |  |  |  |  |  |  |  |  |  |  |
|  | 21. Costanza Magalotti                        |  |  |  |  |  |  |  |  |  |  |  |  |  |  |  |
|  |                                               |  |  |  |  |  |  |  |  |  |  |  |  |  |  |  |
|  |                                               |  |  |  |  |  |  |  |  |  |  |  |  |  |  |  |
|  | 5. Lucrécia Barberini                         |  |  |  |  |  |  |  |  |  |  |  |  |  |  |  |
|  |                                               |  |  |  |  |  |  |  |  |  |  |  |  |  |  |  |
|  |                                               |  |  |  |  |  |  |  |  |  |  |  |  |  |  |  |
|  | 22. Filippo Colonna, Príncipe de Paliano      |  |  |  |  |  |  |  |  |  |  |  |  |  |  |  |
|  |                                               |  |  |  |  |  |  |  |  |  |  |  |  |  |  |  |
|  |                                               |  |  |  |  |  |  |  |  |  |  |  |  |  |  |  |
|  | 11. Ana Colonna, Princesa de Pagliano         |  |  |  |  |  |  |  |  |  |  |  |  |  |  |  |
|  |                                               |  |  |  |  |  |  |  |  |  |  |  |  |  |  |  |
|  |                                               |  |  |  |  |  |  |  |  |  |  |  |  |  |  |  |
|  | 23. Lucrezia Tomacelli                        |  |  |  |  |  |  |  |  |  |  |  |  |  |  |  |
|  |                                               |  |  |  |  |  |  |  |  |  |  |  |  |  |  |  |
|  |                                               |  |  |  |  |  |  |  |  |  |  |  |  |  |  |  |
|  | 1. Francisco III d'Este Duque de Módena       |  |  |  |  |  |  |  |  |  |  |  |  |  |  |  |
|  |                                               |  |  |  |  |  |  |  |  |  |  |  |  |  |  |  |
|  |                                               |  |  |  |  |  |  |  |  |  |  |  |  |  |  |  |
|  | 24. Guilherme de Brunsvique-Luneburgo         |  |  |  |  |  |  |  |  |  |  |  |  |  |  |  |
|  |                                               |  |  |  |  |  |  |  |  |  |  |  |  |  |  |  |
|  |                                               |  |  |  |  |  |  |  |  |  |  |  |  |  |  |  |
|  | 12. Jorge de Brunsvique-Luneburgo             |  |  |  |  |  |  |  |  |  |  |  |  |  |  |  |
|  |                                               |  |  |  |  |  |  |  |  |  |  |  |  |  |  |  |
|  |                                               |  |  |  |  |  |  |  |  |  |  |  |  |  |  |  |
|  | 25. Doroteia da Dinamarca                     |  |  |  |  |  |  |  |  |  |  |  |  |  |  |  |
|  |                                               |  |  |  |  |  |  |  |  |  |  |  |  |  |  |  |
|  |                                               |  |  |  |  |  |  |  |  |  |  |  |  |  |  |  |
|  | 6. João Frederico de Brunsvique-Luneburgo     |  |  |  |  |  |  |  |  |  |  |  |  |  |  |  |
|  |                                               |  |  |  |  |  |  |  |  |  |  |  |  |  |  |  |
|  |                                               |  |  |  |  |  |  |  |  |  |  |  |  |  |  |  |
|  | 26. Luís V de Hesse-Darmstadt                 |  |  |  |  |  |  |  |  |  |  |  |  |  |  |  |
|  |                                               |  |  |  |  |  |  |  |  |  |  |  |  |  |  |  |
|  |                                               |  |  |  |  |  |  |  |  |  |  |  |  |  |  |  |
|  | 13. Ana Leonor de Hesse-Darmstadt             |  |  |  |  |  |  |  |  |  |  |  |  |  |  |  |
|  |                                               |  |  |  |  |  |  |  |  |  |  |  |  |  |  |  |
|  |                                               |  |  |  |  |  |  |  |  |  |  |  |  |  |  |  |
|  | 27. Madalena de Brandenburgo                  |  |  |  |  |  |  |  |  |  |  |  |  |  |  |  |
|  |                                               |  |  |  |  |  |  |  |  |  |  |  |  |  |  |  |
|  |                                               |  |  |  |  |  |  |  |  |  |  |  |  |  |  |  |
|  | 3. Carlota Felicidade de Brunsvique-Luneburgo |  |  |  |  |  |  |  |  |  |  |  |  |  |  |  |
|  |                                               |  |  |  |  |  |  |  |  |  |  |  |  |  |  |  |
|  |                                               |  |  |  |  |  |  |  |  |  |  |  |  |  |  |  |
|  | 28. Frederico V, Eleitor Palatino             |  |  |  |  |  |  |  |  |  |  |  |  |  |  |  |
|  |                                               |  |  |  |  |  |  |  |  |  |  |  |  |  |  |  |
|  |                                               |  |  |  |  |  |  |  |  |  |  |  |  |  |  |  |
|  | 14. Eduardo, Conde Palatino de Simmern        |  |  |  |  |  |  |  |  |  |  |  |  |  |  |  |
|  |                                               |  |  |  |  |  |  |  |  |  |  |  |  |  |  |  |
|  |                                               |  |  |  |  |  |  |  |  |  |  |  |  |  |  |  |
|  | 29. Isabel da Boêmia                          |  |  |  |  |  |  |  |  |  |  |  |  |  |  |  |
|  |                                               |  |  |  |  |  |  |  |  |  |  |  |  |  |  |  |
|  |                                               |  |  |  |  |  |  |  |  |  |  |  |  |  |  |  |
|  | 7. Benedita Henriqueta do Palatinado-Simmern  |  |  |  |  |  |  |  |  |  |  |  |  |  |  |  |
|  |                                               |  |  |  |  |  |  |  |  |  |  |  |  |  |  |  |
|  |                                               |  |  |  |  |  |  |  |  |  |  |  |  |  |  |  |
|  | 30. Carlos I, Duque de Mântua                 |  |  |  |  |  |  |  |  |  |  |  |  |  |  |  |
|  |                                               |  |  |  |  |  |  |  |  |  |  |  |  |  |  |  |
|  |                                               |  |  |  |  |  |  |  |  |  |  |  |  |  |  |  |
|  | 15. Ana Gonzaga                               |  |  |  |  |  |  |  |  |  |  |  |  |  |  |  |
|  |                                               |  |  |  |  |  |  |  |  |  |  |  |  |  |  |  |
|  |                                               |  |  |  |  |  |  |  |  |  |  |  |  |  |  |  |
|  | 31. Catarina de Mayenne                       |  |  |  |  |  |  |  |  |  |  |  |  |  |  |  |
|  |                                               |  |  |  |  |  |  |  |  |  |  |  |  |  |  |  |
|  |                                               |  |  |  |  |  |  |  |  |  |  |  |  |  |  |  |

## Títulos, honras e armas

Brasão de Francisco III.

- 2 de Julho de 1698 - 26 de Outubro de 1737 SAR  o Príncipe herdeiro de Módena
- 26 de Outubro de 1737 - 22 de Fevereiro de 1780 SAR  o Duque de Módena

Enquanto Duque de Módena e Reggio, Francisco III utilizou o tradicional brasão que os seus antecessores haviam usado, de onde se destaca o escudete sobre o todo: de azur com uma águia de prata armada e coroada de ouro, armas originais dos Este.
Para ver a evolução do armorial da Casa de Este ver: Família Este